# سیبلا آنژو
سیبلا آنژو (انگلیسی: Sibylla of Anjou; ح. ۱۱۱۲ – ۱۱۶۵)، کنتس هم‌نشین آنژو به‌عنوان همسر کنت تیری بود. وی همچنین نایب کنت‌نشین فلاندرز در زمان غیبت همسرش از میان ۱۱۴۷ تا ۱۱۴۹ میلادی بود.

## ازدواج اول
سیبیلا دختر فولک پنجم از خاندان قدرتمند و صاحب نفوذ آنژو و ارمنگارد من بود که در ابتدای قرن ۱۲ میلادی به دنیا آمد. در سال ۱۱۲۳، هنگامی که سیبیلا به سن ازدواج رسید، پیوندی استراتژیک میان او و ویلیام کلیتو برقرار شد. ویلیام کلیتو که برادرزاده و رقیب سرسخت پادشاه هنری اول انگلستان محسوب می‌شد، به دنبال تثبیت موقعیت سیاسی خود در برابر عمویش بود. سیبیلا به عنوان جهیزیه خود، کنت‌نشین استراتژیک من را به این اتحاد آورد. این منطقه که در مرز میان نورماندی و مناطق تحت کنترل آنژو قرار داشت، از نظر نظامی و سیاسی اهمیت فراوانی داشت و به ویلیام کلیتو پایگاه قدرتی برای مقابله با عمویش می‌داد. اما این ازدواج دوام چندانی نیاورد. تنها یک سال بعد، در ۱۱۲۴، پاپ کالیکتوس دوم ازدواج آنها را به دلیل خویشاوندی و هم‌خونی فسخ کرد. این فسخ که به درخواست هنری اول انگلستان صورت گرفت، آشکارا یک اقدام سیاسی بود تا ویلیام کلیتو را از حمایت خاندان آنژو و منابع کنت‌نشین من محروم کند. فولک آنژو، پدر سیبیلا، با این تصمیم به شدت مخالفت کرد و حاضر نبود ازدواج دخترش را به این سادگی از دست بدهد. اما نهایتاً پس از آنکه پاپ کالیکتوس او را تکفیر و سرزمین آنژو را تحریم کلیسایی کرد، فولک ناچار شد در برابر قدرت کلیسا سر تسلیم فرود آورد و به فسخ ازدواج دخترش رضایت دهد.

## کنت هم‌نشین فلاندرز
در سال ۱۱۳۴، سیبیلا با تیری، کنت فلاندر ازدواج کرد. در غیاب او در جریان جنگ صلیبی دوم، سیبیلای باردار به عنوان نایب کنت‌نشین عمل کرد. بالدوین چهارم، کنت انو از این فرصت برای حمله به فلاندرز استفاده کرد، اما سیبیلا حمله متقابلی را ترتیب داد و انو را غارت کرد. در پاسخ، بالدوین نیز آرتوا را ویران کرد. اسقف اعظم رِیمز در این منازعه مداخله کرد و متارکه‌ای امضا شد، اما تیری هنگامی که در سال ۱۱۴۹ بازگشت، از بالدوین انتقام گرفت.
در سال ۱۱۵۷ سیبیلا با تیری در سومین زیارت او همراه شد، اما پس از رسیدن به اورشلیم از همسرش جدا شد و از بازگشت به خانه با او امتناع کرد. او در صومعه سنت ماری و مرثا در بیتانی راهبه شد، جایی که عمه ناتنی‌اش، آیوِتا، راهبه اعظم بود. آیوِتا و سیبیلا از ملکه ملیساند اورشلیم حمایت می‌کردند و بر کلیسا نفوذی داشتند. آنها از انتخاب امالریک نسله به عنوان پاتریارک لاتین اورشلیم بر تعدادی از نامزدهای دیگر حمایت کردند. سیبیلا در سال ۱۱۶۵ در بیتانی درگذشت.

## فرزندان
سیبیلا از تیری کنت فلاندرز صاحب چندین فرزند شد:
- فیلیپ یکم، کنت فلاندرز، که نخست با الیزابت ورمندوا و سپس با ترزا پرتغال ازدواج کرد. او هیچ فرزند مشروعی نداشت و یک پسر نامشروع به نام تیری فلاندر داشت.[۹]
- متیو آلزاس، کنت بولون (۱۱۳۷–۱۱۷۳)، ابتدا با ماری بولون و سپس با النور ورمندوا ازدواج کرد. صاحب فرزند شد.[۱۰]
- مارگارت، کنتس فلاندر و انو (۱۱۴۵–۱۱۹۴)، با بالدوین پنجم، کنت انو ازدواج کرد. صاحب فرزند شد.[۱۰]
- گرترود فلاندر (۱۱۳۵–۱۱۸۶)، با هامبرت سوم، کنت ساووی و سپس با هیو د وازی ازدواج کرد. فرزندی نداشت.[۱۰]
- ماتیلدا[۱۰]
- پیتر، اسقف منتخب کامبرا[۱۰]